# فنسنت ديبول لونش
فنسنت ديبول لونش (بالإنجليزية: Vincent DePaul Lynch)‏ هو عالم أدوية أمريكي، ولد في 27 مايو 1927 في نياجارا فولز في الولايات المتحدة، وتوفي في 15 مارس 1984.